# 巴尔卡卡纳
巴尔卡卡纳（Barkakana），是印度贾坎德邦Hazaribag县的一个城镇。总人口16872（2001年）。

## 人口
该地2001年总人口16872人，其中男性9044人，女性7828人；0—6岁人口2260人，其中男1178人，女1082人；识字率68.22%，其中男性为76.04%，女性为59.18%。